# 유수프 물룸부
유수프 물룸부(Youssouf Mulumbu, 1987년 1월 25일 ~ )은 콩고 민주 공화국의 축구 선수로 현재 생엘로이 루포포에서 미드필더로 활약하고 있다.

## 선수 경력

### 클럽
2004년 프랑스 리그앙의 파리 생제르맹 입단을 통해 프로에 입문하여 2009년까지 2군에서는 50경기 1골을 기록하는 등 출전 기회를 부여받았으나 1군에서는 공식전 15경기 출장에 그쳤고 2007-08 시즌 프랑스 2부 리그의 아미앵 SC로 임대 이적하여 23경기 1골을 기록했으며 비록 컵대회에는 1경기도 출전하지 못했지만 2007-08 프랑스컵에서 2001년 준우승 이후 7년만의 4강 진출에 힘을 실어주었다.
그 후 2008-09 시즌 중반 파리 생제르맹과 작별하고 잉글랜드 프리미어리그의 웨스트브로미치 앨비언으로 이적한 뒤 2014-15 시즌까지 팀의 주축 미드필더로 공식전 211경기 15골을 기록하며 2009-10 EFL 챔피언십 준우승 및 1시즌만의 프리미어리그 재승격에 기여했고 2012-13 시즌에서는 팀을 리그 8위로 이끄는 등 좋은 활약을 펼쳤다.
그리고 2015-16 시즌 개막을 앞두고 같은 프리미어리그팀인 노리치 시티로 이적하여 2016-17 시즌까지 공식전 24경기를 소화한 뒤 2016-17 시즌을 마치고 스코티시 프리미어십의 킬마녹 FC로 둥지를 틀어 공식전 20경기를 소화했다.
이후 2018-19 시즌 셀틱 FC로 이적했으나 단 3경기 출장에 그치면서 킬마녹으로 임대 이적하여 12경기를 소화하며 팀의 리그 3위 및 2019-20년 UEFA 유로파리그 진출을 도왔고 그 뒤 완전 이적하여 2020-21 시즌 공식전 20경기를 소화하면서 팀의 2020-21 스코티시컵 8강 진출을 조력했다.
그리고 킬마녹을 끝으로 17년간의 유럽 리그 생활을 청산하고 2021년 7월 31일 리나푸트의 생엘로이 루포포로 이적하며 모국인 콩고 민주 공화국으로 돌아왔다.

### 국가대표팀
2007년 프랑스 청소년 대표팀에서 3경기를 뛴 후 이듬해인 2008년 콩고 민주 공화국 성인대표팀에 합류하여 그 해 3월 26일 알제리와의 친선 경기에서 국제 A매치 데뷔전을 치렀다.
그리고 2012년 10월 14일 적도 기니와의 2013년 아프리카 네이션스컵 최종 예선 2차전에서 A매치 데뷔골을 터뜨리며 팀의 1·2차전 합계 5-2 완승과 함께 7년만의 아프리카 네이션스컵 본선 진출에 일조했다.
그 후 4회 연속 아프리카 네이션스컵 본선(2013, 2015, 2017, 2019)에 출전하여 이 가운데 2015년 대회에서 팀을 1998년 이후 17년만에 3위로 끌어올렸고 뒤이어 2017년과 2019년 대회에서도 팀의 3회 연속 토너먼트 진출(2017년 8강, 2019년 16강)을 이끌어냈다.

## 수상

### 클럽
아미앵 SC
- 프랑스컵 : 4강 (2007-08)

 웨스트브로미치 앨비언
- EFL 챔피언십 : 준우승 (2009-10)

 킬마녹 FC
- 스코티시 프리미어십 : 3위 (2018-19)

### 국가대표팀
콩고 민주 공화국
- 아프리카 네이션스컵 : 3위 (2015)